# Cephalophorus rufilatus
Il cefalofo dai fianchi rossi (Cephalophorus rufilatus (Gray, 1846)) è un piccolo cefalofo originario dell'Africa occidentale e centrale.

## Descrizione
Gli esemplari adulti di cefalofo dai fianchi rossi pesano 6–14 kg, ma la maggior parte delle fonti sposta questo peso verso il margine superiore di questo range, con una media di 11,4 kg. Il corpo misura circa 70 cm. L'altezza al garrese è di 30–40 cm, ma in quasi tutti gli esemplari è superiore ai 35 cm.
Il mantello è generalmente arancio-rossiccio, con nessuna differenza sostanziale tra regione dorsale e ventrale. Lungo la linea mediana del dorso corre una larga striscia grigio-bluastra, la quale si fonde gradualmente con il pelame rossiccio della parte superiore dei fianchi. Questa striscia dorsale è più scura negli esemplari della parte orientale dell'areale che in quelli della parte occidentale. La parte inferiore delle zampe è grigio-azzurra, dando l'impressione che C. rufilatus indossi un paio di calze. La sottile coda è lunga 7–10 cm e termina con un ciuffo nero.
Il profilo del naso è diritto, e il cranio è stretto. Una striscia color nero-azzurro corre giù lungo la parte anteriore della faccia, terminando nel muso nero. Il naso scuro e il labbro inferiore nero contrastano nettamente con il bianco del labbro superiore e della mascella superiore. Grandi fessure scure poste sulle guance, sotto e davanti a ogni occhio, ospitano le ghiandole preorbitali (o suborbitali). Le orecchie sono larghe e relativamente grandi, essendo lunghe circa 7 cm. La loro parte posteriore è di color marrone scuro-nero, mentre i margini interni presentano screziature bianche. Sulla fronte è presente un caratteristico ciuffo verticale di peli scuri.
Ai lati del ciuffo si sviluppano le corna, che possono essere presenti in entrambi i sessi, sebbene siano sempre presenti nei maschi e solo raramente nelle femmine. Quasi sempre queste strutture sono nascoste dai peli del ciuffo frontale. Le corna hanno forma semplice e sono lisce e appuntite secondo lo stesso piano della fronte. La dimensione delle corna è variabile, ma Walther indica una lunghezza di 6-9,5 cm per quelle dei maschi e di 3–4 cm per quelle delle femmine.

## Distribuzione e habitat
Questo cefalofo vive in gran parte delle savane boscose che corrono attraverso l'Africa occidentale e centrale da Senegal e Gambia fino alla Valle del Nilo. In passato era diffuso anche nell'Uganda nord-occidentale, spingendosi a est fino al Nilo Alberto; una piccola popolazione relitta è stata scoperta anche nella Riserva di Bugungu, immediatamente a sud del Parco Nazionale delle Cascate Murchison.
Vive ai margini e nelle radure delle foreste tropicali, nelle foreste a galleria e in savane boscose o cespugliose; è diffuso solo a nord delle grandi foreste pluviali equatoriali (dal Senegal all'Uganda) e raramente vi penetra.

## Biologia
Il cefalofo dai fianchi rossi è prevalentemente diurno, e il picco dell'attività si ha nelle prime ore della mattina e nel tardo pomeriggio. Timido e cauto, quando viene disturbato corre a ripararsi nei cespugli più vicini, tenendo la testa bassa. Il richiamo d'allarme risuona come uno stridulo latrato.
C. rufilatus vive da solo o in coppia, ed è molto sedentario. Ogni esemplare occupa un piccolo territorio, che nelle aree in cui non vi sono fattori di disturbo può essere mantenuto per molti mesi. Dal momento che di solito questi territori non si sovrappongono, non tutti gli studiosi ritengono che siano territori veri e propri, sebbene Agbelusi sostenga che C. rufilatus sia altamente territoriale. Questi territori vengono marcati con secrezioni delle ghiandole preorbitali, che sono relativamente grandi se paragonate a quelle di altri cefalofi rossi. Secondo Kingdon, comunque, un'attiva marcatura del territorio non implica necessariamente territorialità.
Il cefalofo dai fianchi rossi è prevalentemente un brucatore che si nutre soprattutto di foglie (che costituiscono il 60% della dieta), ma anche di ramoscelli, fiori e frutta. Tra le parti vegetali preferite figurano estremità delle foglie di Piliostigma thonningii, ramoscelli e foglie di Combretum sp., ramoscelli e foglie di Mucuna flagellipes (specialmente in marzo) e frutti di Spondias mombin. Talvolta mangia anche foglie di Pterocarpus erinaceus, Bridelia micrantha, Vitex doniana, Annona senegalensis e Phyllanthus muellerianus, e frutti di Cola millenii, Ficus capensis, Blighia sapida e Gmelina arborea. Sembra che C. rufilatus non mangi radici, cortecce degli alberi o erbe, e visiti solo raramente le saline naturali. Mentre mangia, il cefalofo dai fianchi rossi si sposta lentamente da una pianta all'altra mordicchiando piccole foglie, poi si sposta di un metro o poco più e ricomincia nuovamente a brucare.
Esemplari giovani sono stati avvistati nella stagione secca o agli inizi della stagione delle piogge. Il periodo di gestazione dura 223-245 giorni, ma nei due terzi dei casi registrati supera i 240 giorni. Dopo la nascita, il piccolo viene confinato dalla madre tra la folta vegetazione, dove rimane perfettamente immobile, perfino se avvicinato da vicino. Nei casi registrati (in numero di cinque, tra i quali due misurazioni effettuate il secondo giorno di vita) il peso alla nascita era di 760-1335 g, con una media di poco superiore ai 1000 g. La fertilità sembra essere piuttosto elevata, poiché nonostante il gran numero di esemplari abbattuti dai cacciatori, la popolazione totale non sembra subire danni. Un esemplare in cattività allo Zoo di Los Angeles è vissuto più di 15 anni.

## Conservazione
Il cefalofo dai fianchi rossi viene inserito dalla IUCN tra le specie a basso rischio, ma non viene valutato dalla CITES. Sembra che si adatti meglio alla distruzione dell'habitat di altre specie di cefalofo. Tuttavia, al di fuori delle aree protette, è minacciato dall'avanzata dell'agricoltura e dalla pressione venatoria. La popolazione totale viene stimata sui 170.000 esemplari.